# Ischnoderma
Ischnoderma is een geslacht van schimmels behorend tot de familie Ischnodermataceae. De typesoort is Ischnoderma resinosum.

## Soorten
Volgens Index Fungorum telt het geslacht tien soorten (peildatum maart 2024):
| Soortnaam                                     | Auteur(s)                           | Publicatiejaar |
| --------------------------------------------- | ----------------------------------- | -------------- |
| Ischnoderma albotextum                        | (Lloyd) D.A. Reid                   | 1973           |
| Ischnoderma benzoinum (Teervlekkenzwam)       | (Wahlenb.) P. Karst.                | 1881           |
| Ischnoderma brasiliense                       | Corner                              | 1989           |
| Ischnoderma friabile                          | Corner                              | 1989           |
| Ischnoderma fuscum                            | (Kuntze) Rauschert                  | 1990           |
| Ischnoderma novoguineense                     | Imazeki                             | 1952           |
| Ischnoderma porphyrites                       | Corner                              | 1989           |
| Ischnoderma resinosum (Valse teervlekkenzwam) | (Schrad.) P. Karst.                 | 1879           |
| Ischnoderma rosulatum                         | (G. Cunn.) P.K. Buchanan & Ryvarden | 1988           |
| Ischnoderma solomonense                       | Corner                              | 1989           |